# Sabaudia
Sabaudia és un municipi italià situat a la regió del Laci i a la província de Latina. El 2020 tenia 19.245 habitants.